# Tita Russ
Tita Russ (Buenos Aires, Argentina; 15 de abril de 1940) es una exbailarina, vedette y actriz argentina. Fue la segunda esposa del gran capocómico Alberto Olmedo y expareja del cantante Sandro.

## Carrera
María del Pilar García que, en teatro adoptó en nombre artístico de Tita Russ, se lució enormemente en la época de los 70's como media vedette del Teatro Maipo, escenario en el que desplegó su bella figura y plumas en varias revistas musicales como En Villa Bonete ha sonado un cohete en la década del '60. Compartió escena junto a grandes capocómicos como Juan Verdaguer y Pepe Marrone.
Se inició en las tablas a mediados del '50. En 1959 trabaja en el Teatro Socoa de Mar del Plata en la compañía de Miguel de Molina, junto a las vedettes y bailarinas Susana Rubio, Hilda Mayo, María Rosa Fugazot, Marina Talbot, Gladys Lorens,  Hilda Hansen  e Isabel Lester. En 1962 actúa en la obra La vuelta al mundo en elefante con Alfredo Barbieri, Rafael Carret, Nita Dover, Héctor Rivera, Oscar Villa, Nora Nuñez, Paquita Morel, Gloria Montes, Pepe Parada y Santiago Bal.
Actuó junto a Olmedo en la comedia teatral Crónica de un vagabundo en el Teatro Olimpo de Rosario, Santa Fe.
En el Teatro Maipo trabajó en 1960 en la comedia Presidente con cara de ángel se necesita! con  Dringue Farías, Gloria Montes, Gogó Andreu, Hilda Mayo, Vicente Quintana, Alba Solís, entre otros.
Es una gran amiga de las actrices Zulma Faiad, Nora Cárpena, Marta González, Marta Bianchi, Cristina del Valle y Elizabeth Killian.
Al poco tiempo de tener a sus hijos, Russ se retira definitivamente del medio artístico.

## Vida junto a Olmedo
Se casó 23 de septiembre de 1967 con Alberto Olmedo (fallecido accidentalmente en 1988), con quien tuvo sus dos hijos Javier Olmedo (nacido en 1968) y la actriz Sabrina Olmedo (nacida en 1970).
Su vida junto a Olmedo fue más allá de una simple relación matrimonial. En la época en la que se emitía el programa  Piluso y Coquito, les solían pagar parte del sueldo con trajes y zapatillas de canje que después la misma Russ tenía que ocuparse de revender.
Luego de su divorcio en julio de 1981, Olmedo comenzó una tormentosa relación con la actriz Nancy Herrera, mientras que Tita lo hizo en 1982 con Roberto Sánchez (Sandro) que solo duró cinco meses.
Al morir Olmedo accidentalmente tras caer del balcón de un edificio en Mar del Plata en marzo de 1988, tuvo fuertes enfrentamientos con su entonces mujer, Nancy Herrera, a la que le prohibió incluso acercarse al Panteón de la Asociación Argentina de Actores donde descansaban los restos del cómico.

## Homenaje
En el 2010 se le entregó un diploma recordatorio por los 100 años del Teatro Maipo, de los cuales una gran parte de ellos formó parte.
En el 2013, Marcelo Olmedo, hijo del primer matrimonio de Alberto con Judith Jaroslavsky, realizó un film sobre la vida del comediante, cuyo personaje de Russ es interpretado por la actriz Romina Ricci.
En el 2017 fue interpretada por la cantante y actriz Lali Espósito para contar la vida sentimental de Sandro en la serie Sandro de América.